# Magnitudine (cutremur)
Magnitudinea este o descriere cantitativă a unui cutremur, obținută pe baza datelor seismologice măsurate; ea caracterizează energia eliberată de cutremur și, în cazul ideal, este independentă de locul măsurării. În contrast cu magnitudinea, intensitatea este o descriere calitativă, prin efectele locale ale acestuia asupra mediului înconjurător, clădirilor și populației.
Dintre scările seismice de magnitudine utilizate sunt bine cunoscute scara de magnitudine Richter și scara de magnitudine a momentului seismic.